# Ursula Schulze
Ursula Schulze (* 16. Juni 1936 in Berlin; † 22. März 2020) war eine deutsche Germanistin.

## Leben
Sie studierte vor allem bei Helmut de Boor Germanistik und Geschichte in Berlin (FU). Nach der Promotion 1966 und der Habilitation 1972 war sie Professorin für Ältere deutsche Literatur und Sprache an der FU Berlin.
Ihre Arbeitsschwerpunkte waren deutschsprachige Urkunden des 13. Jahrhunderts, Heldenepik (spez. Nibelungenlied), höfische Epik, mittelhochdeutsche Spruchdichtung, geistliches Spiel und Rezeption mittelalterlicher Literatur in der Neuzeit.

## Schriften (Auswahl)
- Studien zur Orthographie und Lautung der Dentalspiranten s und z im späten 13. und frühen 14. Jahrhundert. Durchgeführt auf Grund der ältesten deutschsprachigen Urkunden im nordbairisch-ostfränkischen und thüringisch-obersächsischen Sprachgebiet. Tübingen 1967, OCLC 923360091.
- Lateinisch-deutsche Parallelurkunden des 13. Jahrhunderts. Ein Beitrag zur Syntax der mittelhochdeutschen Urkundensprache. München 1975, ISBN 3-7705-1164-6.
- als Herausgeberin: Churer Weltgerichtsspiel. Nach der Handschrift des Staatsarchivs Graubünden Chur Ms. B 1521. Berlin 1993, ISBN 3-503-03047-6.
- als Herausgeberin mit Bettina Kirschstein, Sibylle Ohly und Daniela Schmidt: Wörterbuch der mittelhochdeutschen Urkundensprache auf der Grundlage des „Corpus der altdeutschen Originalurkunden bis zum Jahr 1300“. Erich Schmidt-Verlag, Berlin 1994 ff., ISBN 3-503-02247-3.
- Das Nibelungenlied. Stuttgart 2013, ISBN 978-3-15-017604-7.